# Georg Häfner
Georg Häfner (Würzburg, 19 ottobre 1900 – Dachau, 20 agosto 1942) è stato un presbitero tedesco, beatificato nel 2011 da papa Benedetto XVI.

## Biografia
Di umili origini, prestò servizio militare e combatté durante la prima guerra mondiale. Studiò teologia a Würzburg: l'11 gennaio 1920 fu aggregato al terz'ordine di Nostra Signora del Monte Carmelo e il 13 aprile 1924 fu ordinato sacerdote.
Nel 1934 fu nominato curato di Oberschwarzach: per il suo impegno pastorale e la sua opposizione al regime nazista, il 3 ottobre 1941 fu arrestato dalla Gestapo e, senza processo, fu internato nel campo di concentramento di Dachau.
Morì di stenti nell'infermeria del lager il 20 agosto 1942.

## Il culto
È stato proclamato beato il 15 maggio 2011 nel corso di una cerimonia celebrata nella cattedrale di Sankt Kilian a Würzburg e presieduta dal cardinale Angelo Amato, prefetto della Congregazione per le Cause dei Santi, in rappresentanza di papa Benedetto XVI.